# 釈迦堂 (黒部市)
釈迦堂（しゃかどう）は、富山県黒部市の地名。郵便番号は938-0823。布施川の上流の東岸に位置している。

## 歴史
地名は当地に釈迦堂があったことに由来している。江戸期は新川郡布施保、加賀藩に所属。明治時代初期の大区小区制では、釈迦堂は第一大区小五区に属していた。1889年に東布施村の大字となり、1953年に桜井町を経て、1954年に黒部市の現行大字となる。
旧東布施村の中央部に当たり、1973年に黒部市立東布施小学校が当地に設置された。

## 小・中学校の校区
市立小・中学校に通う場合、学区は以下の通りとなる。
| 番地 | 小学校               | 中学校             |
| ---- | -------------------- | ------------------ |
| 全域 | 黒部市立たかせ小学校 | 黒部市立清明中学校 |

## 施設
- 東布施公民館
- 黒部警察署 東布施警察官駐在所
- NTT西日本 東布施電話交換所
- 旧・黒部市立東布施小学校

## 交通
- 富山県道67号宇奈月大沢野線、富山県道125号福平石田線（地内で重複）